# Kitzsteinhorn
Das Kitzsteinhorn ist ein Berg im Gemeindegebiet von Kaprun im österreichischen Bundesland Salzburg, der südöstliche Teil des Berges liegt dagegen auf dem Gebiet der Nachbargemeinde Uttendorf. Das Kitzsteinhorn ist Teil der in den Hohen Tauern gelegenen Glocknergruppe und erreicht eine Höhe von 3203 m ü. A.
Mit den Gletscherbahnen Kaprun kann der Gipfel des Kitzsteinhorns von der Talstation in 911 m Höhe bis zu einer Höhe von 3029 m per Seilbahn erreicht werden. Auf dem Stationsdach befindet sich eine Aussichtsplattform namens „Top of Salzburg“. Von der Gipfelstation ausgehend gelangt man unter anderem durch den 362 Meter langen Glückauf-Hanna-Stollen zu einer zweiten Aussichtsplattform mit Blick auf den Nationalpark Hohe Tauern. Der Stollen wurde 1970 eröffnet.

## Geschichte

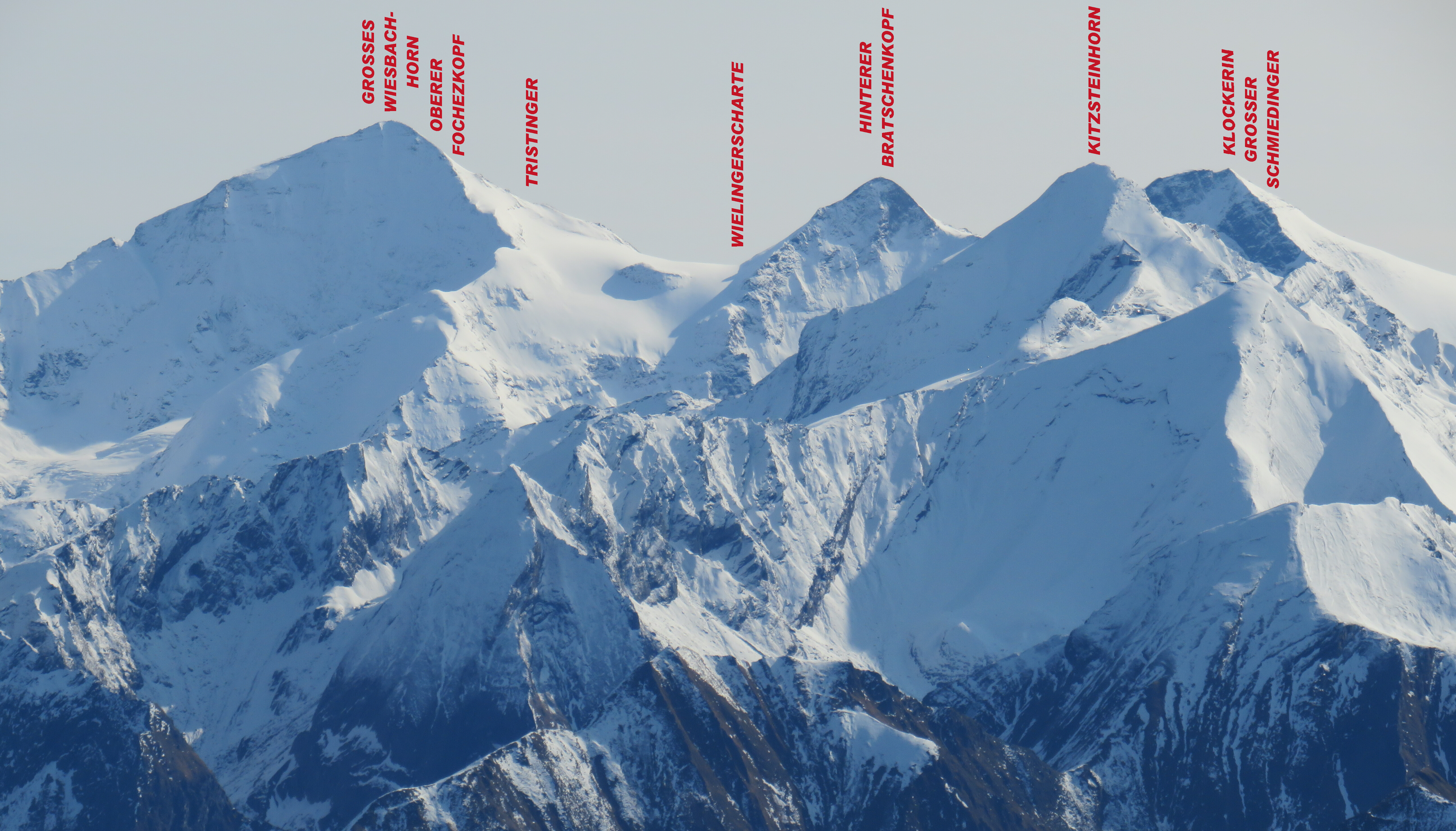
Lage des Kitzsteinhorns (rechts der Bildmitte) in der Glocknergruppe gesehen von Nordwesten, links davon Großes Wiesbachhorn und Hinterer Bratschenkopf, rechts davon die Klockerin, links davor der Tristinger, rechts davor der Große Schmiedinger

Johann Entacher bestieg 1828 mit Vermessern das Kitzsteinhorn zum ersten Mal. Die zweite Ersteigung erfolgte um 1840 durch Friedrich zu Schwarzenberg.
Am 12. Dezember 1965 wurde die Gletscherbahn Kaprun 1 eröffnet, sie führte in zwei Teilabschnitten vom Tal aus, mit einer Umstiegsstation bei der Salzburger Hütte, zum Alpincenter oberhalb der Krefelder Hütte. Am 26. November 1966 wurde die dritte Sektion der Gletscherbahnen Kaprun eröffnet. Sie führt noch heute vom Alpincenter zur Bergstation „Top of Salzburg“, knapp unterhalb des Gipfels des Kitzsteinhorns. Es wurden einige Gletscherlifte für den Skibetrieb am Kitzsteinhorn gebaut, darunter eine Sesselbahn. 1974 wurde zur Entlastung der Gletscherbahn Kaprun 1 die Gletscherbahn Kaprun 2 gebaut, dies war eine größtenteils unterirdisch verlaufende Standseilbahn vom Tal zum Alpincenter. Die erste und zweite Sektion der Gletscherbahn Kaprun 1 wurden 1990 bzw. 1991 durch andere Seilbahnen ersetzt.
Am 11. November 2000 starben bei der Brandkatastrophe der Gletscherbahn Kaprun 2 155 Menschen. Nach dem Unglück wurde die Gletscherbahn Kaprun 2 stillgelegt und der oberirdische Teil 2014 demontiert. In den Jahren nach dem Unglück wurde die Standseilbahn durch ein Funitel und eine Einseilumlaufbahn ersetzt.
Am 11. November 2020 ist vom etwas nordwestlich gelegenen Nebengipfel Hohe Arche (2453 m), direkt vom Gipfelgrat ein großer Felssturz abgegangen. Sein Grollen war weithin zu hören und eine Staubwolke aus 7 Kilometer Entfernung zu sehen. Am Folgetag wurde die Erscheinung an der sehr steil zum Mühlbachtal abfallenden Flanke per Polizeihubschrauberflug durch einen Geologen erkundet. Der Abbruch erscheint trocken erfolgt zu sein. Im März 2000 gab es unweit dieser Gegend ein großes Lawinenunglück.

## Besteigung
Der Normalweg führt von der Bergstation der Seilbahn über den kurzen Nordwestgrat (steileres und ausgesetztes Felsgelände) zum Gipfel.
Die Bergstation kann vom Alpincenter Kaprun aus zu Fuß auf steinigen Wegen zum Schmiedingerkees und weiter über dieses und durch den abschließenden Hannastollen erreicht werden. Diese Tour erfordert vor allem ab der oberen Bergstation alpine Kenntnisse, Schwindelfreiheit und Trittsicherheit. Der Gipfelanstieg ist mit Stahlseilen gesichert und überschreitet die klettersteigtechnische Schwierigkeit von A/B nicht. Der Schmiedingerkees kann offene Spalten führen und Steigeisen bzw. in extremen Situationen auch eine Seilsicherung notwendig machen.

## Skigebiet
Am Kitzsteinhorn befindet sich ein Skigebiet mit rund 60 Pistenkilometern. Es liegt auf einer Seehöhe von 768 bis 3029 m und hat jedes Jahr von Oktober bis Juli geöffnet. Seit November 2019 verbindet eine 3-Seil-Umlaufbahn die Skigebiete Kitzsteinhorn und Maiskogel. Der Einstieg in das Skigebiet ist seitdem bereits in Kaprun an der Talstation der Maiskogelbahn möglich.